# Chrotochlora perpulchra
Chrotochlora perpulchra är en fjärilsart som beskrevs av W. Warren 1905. Chrotochlora perpulchra ingår i släktet Chrotochlora och familjen mätare. Inga underarter finns listade i Catalogue of Life.